# Грудзинська Євгенія Олександрівна
Євгенія Олександрівна Грудзинська (нар. 1913, місто Любар, тепер Житомирської області — ?) — українська радянська діячка, новатор виробництва, майстер, начальник механічного цех Ізмаїльського консервного комбінату Одеської області. Депутат Верховної Ради УРСР 5—6-го скликань.

## Біографія
Народилася в родині службовців. У 1932 році закінчила Шепетівський технікум механізації та електифікації.
З 1932 по 1955 рік працювала на авторемонтних заводах міст Житомира, Сталінграда, Херсона, а з 1955 по 1957 рік — міста Ізмаїла.
З 1957 року — майстер механічного цеху, конструктор відділу, начальник механічного цех Ізмаїльського консервного комбінату. Раціоналізатор. Пропозиції Грудзинської, впроваджені у виробництво, дали підприємству десятки тисяч карбованців економії.

## Нагороди
- ордени
- медалі
- Почесна грамота Президії Верховної Ради Української РСР (7.03.1960)